# Samantha Bee

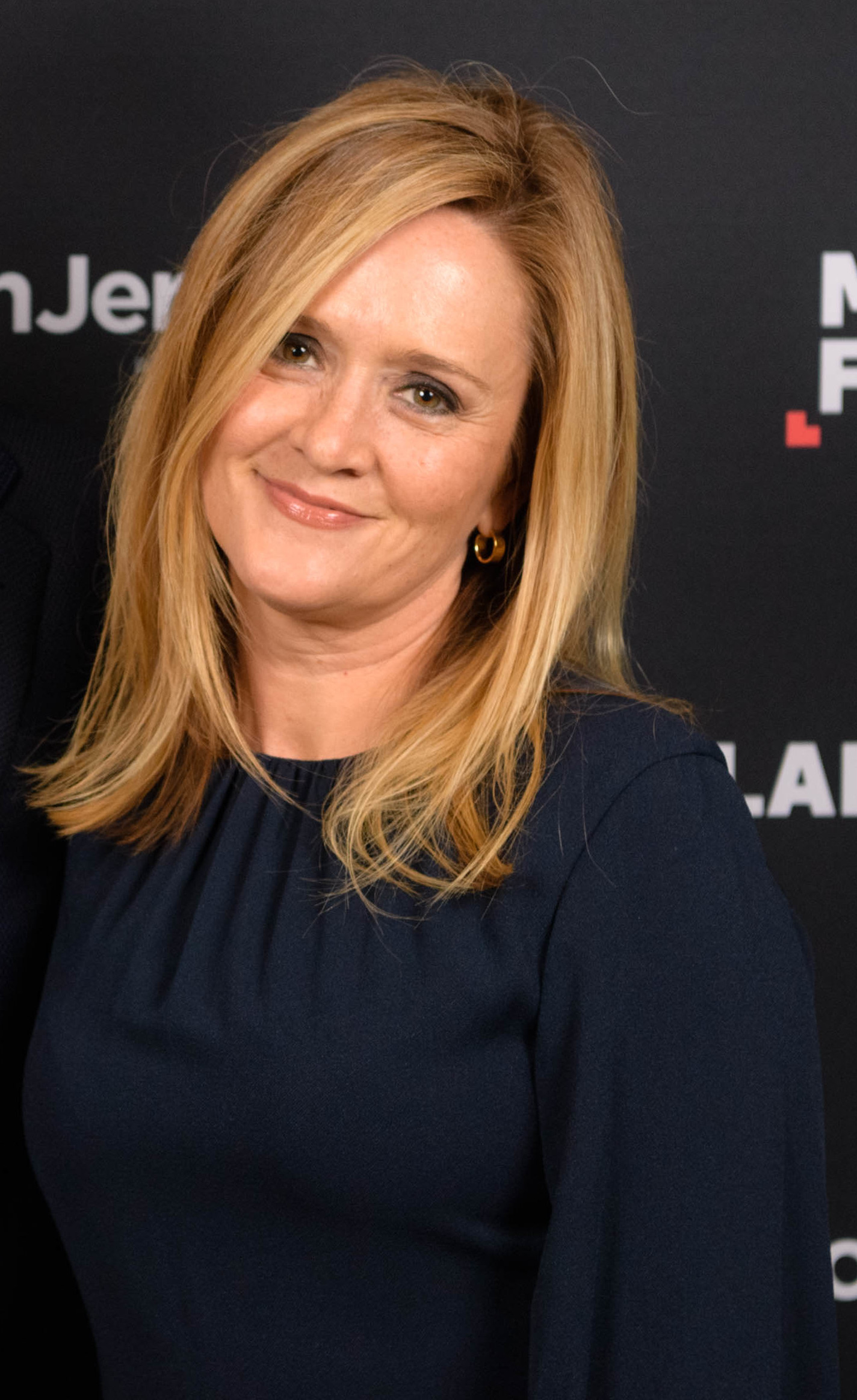
Samantha Bee (2017)

Samantha Jamie Bee (* 25. Oktober 1969 in Toronto) ist eine kanadisch-US-amerikanische Komikerin, Kommentatorin, Autorin, Moderatorin und Schauspielerin. Bekannt wurde sie als Korrespondentin des Satireformats The Daily Show auf Comedy Central. 2015 verließ sie das Programm zeitgleich mit dem ehemaligen Moderator Jon Stewart. Von 2015 bis 2022 moderierte sie ihre eigene Sendung Full Frontal with Samantha Bee auf dem amerikanischen Spartensender TBS der Turner-Broadcasting-Gruppe.
Im Jahr 2014 erwarb sie zusätzlich zur Staatsbürgerschaft von Kanada noch die US-amerikanische. 2017 war sie laut der Time eine der 100 einflussreichsten Frauen der Welt.

## Werdegang
Nach der Trennung ihrer Eltern in jungen Jahren wuchs Bee bei ihrer Großmutter auf. Ihren ersten Bühnenkontakt hatte sie an der University of Ottawa, an der sie ihre „Liebe fürs Schauspielen“ entdeckte.
Nach ihrer Studentenzeit arbeitete Bee als Kellnerin, während sie sich um Schauspielrollen bewarb. Mit 26 gehörte sie zur A-Besetzung der Theateraufführung von Sailor Moon. Hier lernte Bee ihren späteren Ehemann Jason Jones kennen, der zur B-Besetzung des Stückes gehörte.
2003 wurde sie Korrespondentin bei der Daily Show, für die sie zwölf Jahre lang unter Jon Stewart arbeitete. Sie wurde schnell für ihre Eloquenz und Bissigkeit bekannt, da sie in Interviews Gästen „das Wort im Mund umdrehen“ konnte. Während ihrer Zeit bei Comedy Central hatte sie einige kleinere Rollen in amerikanischen Fernsehsendungen und Filmen wie Law & Order (Episode 445) oder Phineas und Ferb. 2011 überholte sie ihren Kollegen und Freund Stephen Colbert als dienstältesten Korrespondenten; 2014 moderierte sie sogar eine Sendung mit ihrem jetzigen Ehemann zusammen.
Nach ihrem Ausscheiden aus der Daily Show 2015 bekam sie eine neue Sendung auf TBS, die am 8. Februar 2016 Erstausstrahlung hatte. Bei dieser mittwochs ausgestrahlten, 20-minütigen Sendung handelt es sich um die erste Late-Night-Show in den Vereinigten Staaten, die von einer Frau moderiert wird. Samantha Bee wurde für ihre Arbeit an Full Frontal für fünf Emmys nominiert, von denen sie einen gewann. Der Sender verlängerte ihren Vertrag im Januar 2018 auf vier Staffeln bis 2020. Im Juli 2022 wurde die Sendung von TBS aus „unternehmerischen Gründen“ abgesetzt.
2010 brachte Bee das Buch I Know I Am, But What Are You? heraus.
Bee ist gemeinsam mit ihrem Mann Schöpferin der Comedy-Serie The Detour, die ebenfalls auf TBS ausgestrahlt wird.